# Municipio de South Branch (Minnesota)
El municipio de South Branch (en inglés: South Branch Township) es un municipio ubicado en el condado de Watonwan en el estado estadounidense de Minnesota. En el año 2010 tenía una población de 282 habitantes y una densidad poblacional de 2,79 personas por km².

## Geografía
El municipio de South Branch se encuentra ubicado en las coordenadas 43°53′30″N 94°33′16″O / 43.89167, -94.55444. Según la Oficina del Censo de los Estados Unidos, el municipio tiene una superficie total de 101.18 km², de la cual 101,18 km² corresponden a tierra firme y (0 %) 0 km² es agua.

## Demografía
Según el censo de 2010, había 282 personas residiendo en el municipio de South Branch. La densidad de población era de 2,79 hab./km². De los 282 habitantes, el municipio de South Branch estaba compuesto por el 94,68 % blancos, el 3,55 % eran de otras razas y el 1,77 % eran de una mezcla de razas. Del total de la población el 5,67 % eran hispanos o latinos de cualquier raza.